# حصار غابوتشي
حصار غابوتشي هي قرية في مقاطعة أرومية، إيران. عدد سكان هذه القرية هو 77 في سنة 2006.